# Exile Tour
Exile Tour — второй концертный тур британской группы Hurts в поддержку их второго альбома Exile. 11 декабря 2012 Тео Хатчкрафт оставил в своем блоге в социальной сети Твиттер сообщение с вложенным изображением, на котором анонсировались первые 14 концертов тура. Даты осенних европейских концертов 2013 года были размещены в твиттере Тео 26 августа 2013. 2 этап тура стартовал 5 октября на Украине и завершился 22 ноября в Люксембурге, в общей сложности включив в себя 21 выступление. Не имея больших планов на 2014 год, кроме написания третьего студийного альбома, Hurts приняли предложение шоу «Art on Ice», которое представляет собой сочетание фигуристов и музыкантов мирового масштаба. На шести ледовых шоу, которые прошли в Цюрихе в феврале и марте, Hurts выступили под аккомпанемент оркестра Youth Classics.

## Описание концерта
В начале выступления Тео Хатчкрафт появляется на сцене в парке с накинутым капюшоном и в кожаных перчатках избавляясь от парки после исполнения первой же песни «Exile». Продолжая красивую традицию с Happiness Tour в течение выступления он бросает в зал белые розы на длинных ножках с обрезанными шипами, в райдере обычно указано около 20 штук. На песне «The Road» он ломает стойку микрофона, раньше это происходило на «Evelyn». Адам Андерсон исполняет большую часть песен сидя за синтезатором, но на «Exile», «Miracle», «Evelyn», «The Road», «Mercy», «Help», «Cupid» и акустической вариации исполнения «Blood Tears & Gold» он встаёт и играет на гитаре, в том числе фирмы «Мэнсон» и «Фендер». В первой части тура на бис исполняют песню «Stay». Для светового оформления шоу команда привозит с собой трейлер с декорациями и осветительными приборами из 20 000 лампочек. В отличие от предыдущего тура, где драматично одетые танцовщицы сопровождали дуэт на сцене, в этом туре они изменили этой традиции и сосредоточились на самом выступлении, что, в любом случае, только усилило и без того прекрасное впечатление, и прибавило эмоций, с помощью которых Hurts правят аудиторией на живых выступлениях. Танцовщицы появлялись на сцене большинства летних музыкальных фестивалей начиная с Rock im Park в Германии 7 июня 2013 года.
25 октября 2013 года на сцене Hurts появилось новое световое оборудование.
Hurts использовали красные и белые конфетти в конце песни «Help» на концерте в Troxy в Лондоне 26 октября 2013 года.
Инструменты на выступлениях: синтезаторы; гитары «Мэнсон», «Гретч», «Фендер Телекастер», «Фендер Стратокастер», «Фендер Пресижн бас», блок эффектов «TC Electronic», «Mesa/Boogie»; ударные «Сонор», «Пайсти»; саксофон, кларнет, альт, скрипки, виолончель.

## Рецензия
Рецензенты отмечают, что в новых шоу стало больше драмы, из-за чего связь с аудиторией стала ещё сильнее, чем прежде.

## Разогрев
- Say Lou Lou (выборочные даты в феврале, марте, ноябре 2013)[11]
- Uniqplan (Варшава, 20 марта 2013)[12]
- Make My Heart Explode (Прага, 28 марта 2013)[13]
- Bahroma (Киев, 5 октября 2013)[14]
- Pawws (Великобритания, 25-26 октября 2013)[15]
- Golden Parazyth (Таллин, 3 ноября 2013; Рига, 4 ноября 2013; 
Вильнюс, 6 ноября 2013)[16]
- XXANAXX (Варшава, 7 ноября 2013)[17]
- LUNO (Прага, 8 ноября 2013)[18]
- Glasvegas (Германия, 10-15 ноября 2013)[19]
- Pegasus (Германия, 10-15 ноября 2013; Берн, 18 ноября 2013; 
Брюссель, 20 ноября 2013; Утрехт, 21 ноября 2013)[20][21][22]

## Список композиций
Сет-лист состоит наполовину из песен с дебютного альбома Hurts Happiness и наполовину с альбома Exile.
1. «Exile»
2. «Miracle»
3. «Wonderful Life»
4. «Silver Lining»
5. «Blind»
6. «Evelyn»
7. «Cupid»
8. «Sunday»
9. «Sandman»
10. «Blood, Tears & Gold»
11. «Unspoken
12. «Illuminated»
13. «The Road»

На бис:
1. «Somebody to Die For»
2. «Better Than Love»
3. «Stay»

Примечания
- «Blood, Tears and Gold» была в сет-листе, но не была исполнена 7 февраля 2013
- «Somebody To Die For» включена в сет-лист с 14 марта 2013
- «Somebody To Die For» в акустической версии исполнялась 7 февраля 2013 – 20 марта 2013
- «Cupid» исполнялась 7 февраля 2013 – 20 марта 2013
- «Sandman» включена в сет-лист с 20 марта 2013

1. «Exile»
2. «Miracle»
3. «Wonderful Life»
4. «Somebody to Die For»
5. «Silver Lining»
6. «Evelyn»
7. «Sunday»
8. «Blood, Tears & Gold»
9. «Army Of Me» (Björk кавер)
10. «Sandman»
11. «Blind»
12. «The Road»
13. «Unspoken»
14. «Illuminated»
15. «Better Than Love»

На бис:
1. «Stay»

Примечания
- «Army of Me» (Björk кавер) включена в сет лист с 7 июня 2013
- «Silver Lining», «Blood Tears and Gold», «Army Of Me» (Björk cover), «Blind», 
«The Road», «Unspoken» исключались из сет-листа в выборочные даты

Intro
1. «Mercy»
2. «Miracle»
3. «Silver Lining»
4. «Wonderful Life»
5. «Somebody to Die For»
6. «Blind»
7. «Evelyn»
8. «Cupid»
9. «Unspoken»
10. «The Crow»
11. «Ohne Dich» (Selig кавер, акустика)
12. «Blood, Tears & Gold» (акустика)
13. «Exile»
14. «Sandman»
15. «Sunday»
16. «Stay»
17. «Illuminated»
18. «The Road»

На бис:
1. «Better Than Love»
2. «Help»

Примечания
- «Ohne Dich» (Selig кавер, акустика) исполнялся в Германии в ноябре 2013[26]

1. «Silver Lining»
2. «Wonderful Life»
3. «Evelyn»
4. «Somebody to Die For»
5. «The Water»
6. «Stay»
7. «Miracle»

1. «Mercy»
2. «Miracle»
3. «Silver Lining»
4. «Wonderful Life»
5. «Somebody to Die For»
6. «Blind»
7. «Evelyn»
8. «Cupid»
9. «Unspoken»
10. «Blood, Tears & Gold» (акустика)
11. «Exile»
12. «Sandman»
13. «Sunday»
14. «Illuminated»
15. «Stay»

На бис:
1. «Better Than Love»

## Даты концертов
| Дата                  | Город          | Страна           | Площадка/Событие           |
| --------------------- | -------------- | ---------------- | -------------------------- |
| Европа, Азия, Часть 1 |                |                  |                            |
| 7 февраля 2013        | Лондон         | Великобритания   | Heaven                     |
| 9 февраля 2013        | Берлин         | Германия         | Postbahnhof                |
| 14 марта 2013         | Кёльн          | Германия         | Essigfabrik                |
| 15 марта 2013         | Мюнхен         | Германия         | Theatrefabrik              |
| 16 марта 2013         | Гамбург        | Германия         | Uebel & Gefährlich         |
| 18 марта 2013         | Стокгольм      | Швеция           | Debaser Medis              |
| 20 марта 2013         | Варшава        | Польша           | Palladium                  |
| 23 марта 2013         | Цюрих          | Швейцария        | Kaufleuten                 |
| 25 марта 2013         | Милан          | Италия           | Magazzini Generali         |
| 27 марта 2013         | Вена           | Австрия          | Arena                      |
| 28 марта 2013         | Прага          | Чехия            | Lucerna Music Bar          |
| 30 марта 2013[а]      | Амстердам      | Нидерланды       | Melkweg The Max            |
| 1 апреля 2013         | Манчестер      | Великобритания   | Manchester Academy 2       |
| 2 апреля 2013         | Глазго         | Великобритания   | The Garage                 |
| 19 апреля 2013        | Братислава     | Словакия         | Electronic Beats Festival  |
| 25 апреля 2013        | Пекин          | Китай            | CAFA                       |
| 24 мая 2013           | Ганновер       | Германия         | NDR 2 Plaza Festival       |
| 7 июня 2013           | Нюрнберг       | Германия         | Rock im Park Festival      |
| 8 июня 2013           | Нюрнберг       | Германия         | Rock am Ring фестиваль     |
| 23 июня 2013          | Вена           | Австрия          | Danube Island Festival     |
| 29 июня 2013          | Сомерсет       | Великобритания   | Гластонбери фестиваль      |
| 2 июля 2013           | Минск          | Беларусь         | MOST Festival              |
| 4 июля 2013           | Шопрон         | Венгрия          | VOLT Festival              |
| 5 июля 2013           | Турку          | Финляндия        | Ruisrock фестиваль         |
| 6 июля 2013           | Москва         | Россия           | Субботник фестиваль        |
| 12 июля 2013          | Днепропетровск | Украина          | The Best City.ua Festival  |
| 14 июля 2013          | Кинросс        | Великобритания   | T In The Park Festival     |
| 18 июля 2013          | Беникасим      | Испания          | FIB Festival               |
| 20 июля 2013          | Берн           | Швейцария        | Gurtenfestival             |
| 21 июля 2013          | Лондон         | Великобритания   | Lovebox Festival           |
| 26 июля 2013          | Ниигата        | Япония           | Fuji Rock Festival         |
| 28 июля 2013          | Ансан          | Республика Корея | Jisan Valley Rock Festival |
| 2 августа 2013        | Минск          | Беларусь         | Линия Сталина              |
| 15 августа 2013       | Хасселт        | Бельгия          | Pukkelpop Festival         |
| 16 августа 2013       | Биддингхёйзен  | Нидерланды       | Lowlands Festival          |
| 17 августа 2013       | Санкт-Пёльтен  | Австрия          | FM4 Frequency Festival     |
| 31 августа 2013       | Лиишь          | Ирландия         | Electric Picnic Festival   |
| 7 сентября 2013       | Стамбул        | Турция           | Rock’n Coke Festival       |
| 21 сентября 2013      | Познань        | Польша           | Lech brewery               |
| Часть 2               |                |                  |                            |
| 5 октября 2013        | Киев           | Украина          | Дворец спорта              |
| 7 октября 2013        | Одесса         | Украина          | Дворец спорта              |
| 9 октября 2013        | Харьков        | Украина          | Дворец спорта              |
| 11 октября 2013       | Бухарест       | Румыния          | Romexpo                    |
| 25 октября 2013       | Манчестер      | Великобритания   | The O2 Apollo Manchester   |
| 26 октября 2013       | Лондон         | Великобритания   | Troxy                      |
| 2 ноября 2013         | Хельсинки      | Финляндия        | Helsinki Ice Hall          |
| 3 ноября 2013         | Таллин         | Эстония          | Саку Суурхалль             |
| 4 ноября 2013         | Рига           | Латвия           | Арена Рига                 |
| 6 ноября 2013         | Вильнюс        | Литва            | Siemens Arena              |
| 7 ноября 2013         | Варшава        | Польша           | Torwar Hall                |
| 8 ноября 2013         | Прага          | Чехия            | Incheba Hall               |
| 10 ноября 2013        | Берлин         | Германия         | Velodrom                   |
| 11 ноября 2013        | Мюнхен         | Германия         | Zenith                     |
| 13 ноября 2013        | Дюссельдорф    | Германия         | Mitsubishi Electric Halle  |
| 14 ноября 2013        | Франкфурт      | Германия         | Jahrhunderthalle           |
| 15 ноября 2013        | Гамбург        | Германия         | Sporthalle                 |
| 17 ноября 2013        | Вена           | Австрия          | Газометр                   |
| 18 ноября 2013        | Берн           | Швейцария        | Festhalle                  |
| 20 ноября 2013        | Брюссель       | Бельгия          | AB                         |
| 21 ноября 2013        | Утрехт         | Нидерланды       | Vredenburg                 |
| 22 ноября 2013        | Люксембург     | Люксембург       | Sonic Visions Festival     |
| Часть 3               |                |                  |                            |
| 27 февраля 2014[b]    | Цюрих          | Швейцария        | Hallenstadion              |
| 28 февраля 2014[b]    | Цюрих          | Швейцария        | Hallenstadion              |
| 1 марта 2014[b]       | Цюрих          | Швейцария        | Hallenstadion              |
| 2 марта 2014[b]       | Цюрих          | Швейцария        | Hallenstadion              |
| 4 марта 2014[b]       | Лозанна        | Швейцария        | Patinoire de Malley        |
| 5 марта 2014[b]       | Лозанна        | Швейцария        | Patinoire de Malley        |
| 7 марта 2014[b]       | Давос          | Швейцария        | Вайллант Арена             |
| 8 марта 2014[b]       | Давос          | Швейцария        | Вайллант Арена             |
| 11 марта 2014[b]      | Хельсинки      | Финляндия        | Хартвалл Арена             |
| 13 марта 2014[b]      | Стокгольм      | Швеция           | Глобен-Арена               |
| Часть 4               |                |                  |                            |
| 14 июня 2014          | Варшава        | Польша           | Orange Warsaw Festival     |
| 5 июля 2014           | Шопрон         | Венгрия          | VOLT Festival              |
| 11 июля 2014          | Таллин         | Эстония          | Õllesummer Festival        |
| 13 июля 2014          | Нови Сад       | Сербия           | EXIT фестиваль             |
| 18 июля 2014          | Пори           | Финляндия        | Pori Jazz фестиваль        |
| 7 августа 2014        | Шаффхаузен     | Швейцария        | Stars in Town Festival     |

Примечания
а Концерт в Амстердаме первоначально был запланирован в Old Hall, но был перенесен в The Max.
b Выступление является частью Art on Ice тура.
Отменённые концерты тура
| 18 октября 2013 | Глазго, Великобритания   | O2 Academy Glasgow     | Концерт был отменён до начала продаж билетов.                         |
| 28 октября 2013 | Копенгаген, Дания        | Pumpehuset             | Концерт в Скандинавии был отменён из-за непредвиденных обстоятельств. |
| 29 октября 2013 | Осло, Норвегия           | Rockefeller Music Hall | Концерт в Скандинавии был отменён из-за непредвиденных обстоятельств. |
| 31 октября 2013 | Мальмё, Швеция           | KB                     | Концерт в Скандинавии был отменён из-за непредвиденных обстоятельств. |
| 27 июля 2014    | Шёнвальде-Глин, Германия | Greenville Festival    | Фестиваль был отменён в связи с низким уровнем продаж билетов.        |

## Команда
| Основная - Мэт Вайнс (англ. Matt Vines), Нил Ривс (англ. Neil Reeves) — менеджмент - Мэт Артур (англ. Matt Arthur) — осветитель, оформитель сцены - Крис Фримэн (англ. Chris Freeman) — подключение и настройка оборудования - Ли Берчел (англ. Lee Birchall) — оборудование - Адам Пендсне (англ. Adam Pendsne) — программист - Пол Робертс (англ. Paul Roberts) — хореограф - Кэролайн Ройс (англ. Caroline Royce), Эмили Рамблс (англ. Emily Rumbles) — танцовщицы Источник: | Музыканты - Тео Хатчкрафт (англ. Theo Hutchcraft) — вокал - Адам Андерсон (англ. Adam Anderson) — клавишные, гитара - Пит Уотсон (англ. Pete Watson) — клавишные, бэк-вокал - Пол Уолшем (англ. Paul Walsham) — ударные, бэк-вокал - Лаэл Голдберг (англ. Lael Goldberg) — бас-гитара, бэк-вокал - Эми Мэй (англ. Amy May) — саксофон, кларнет, альт, бэк-вокал - Палома Дейк (англ. Paloma Deike), Пенни Анскау (англ. Penny Anscow) — скрипка, бэк-вокал - Райан Портер (англ. Rhian Porter) — виолончель |